# Distretto di Şahbuz

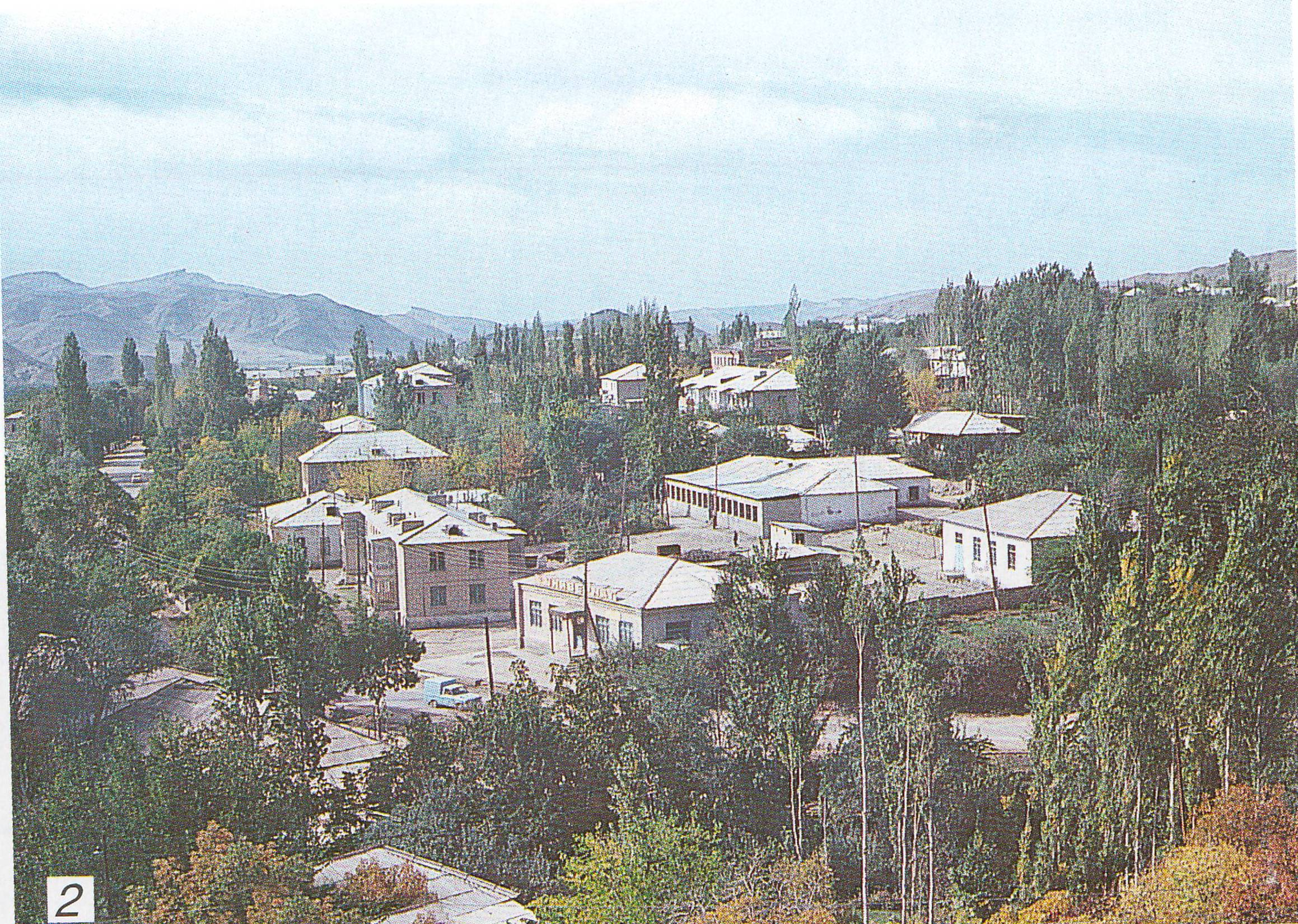
Şahbuz

Il distretto di Şahbuz (in azero: Şahbuz rayon) è un distretto dell'Azerbaigian. Il distretto, che fa parte della Repubblica Autonoma di Naxçıvan, ha come capoluogo la città di Şahbuz.